# Fermi (cràter)

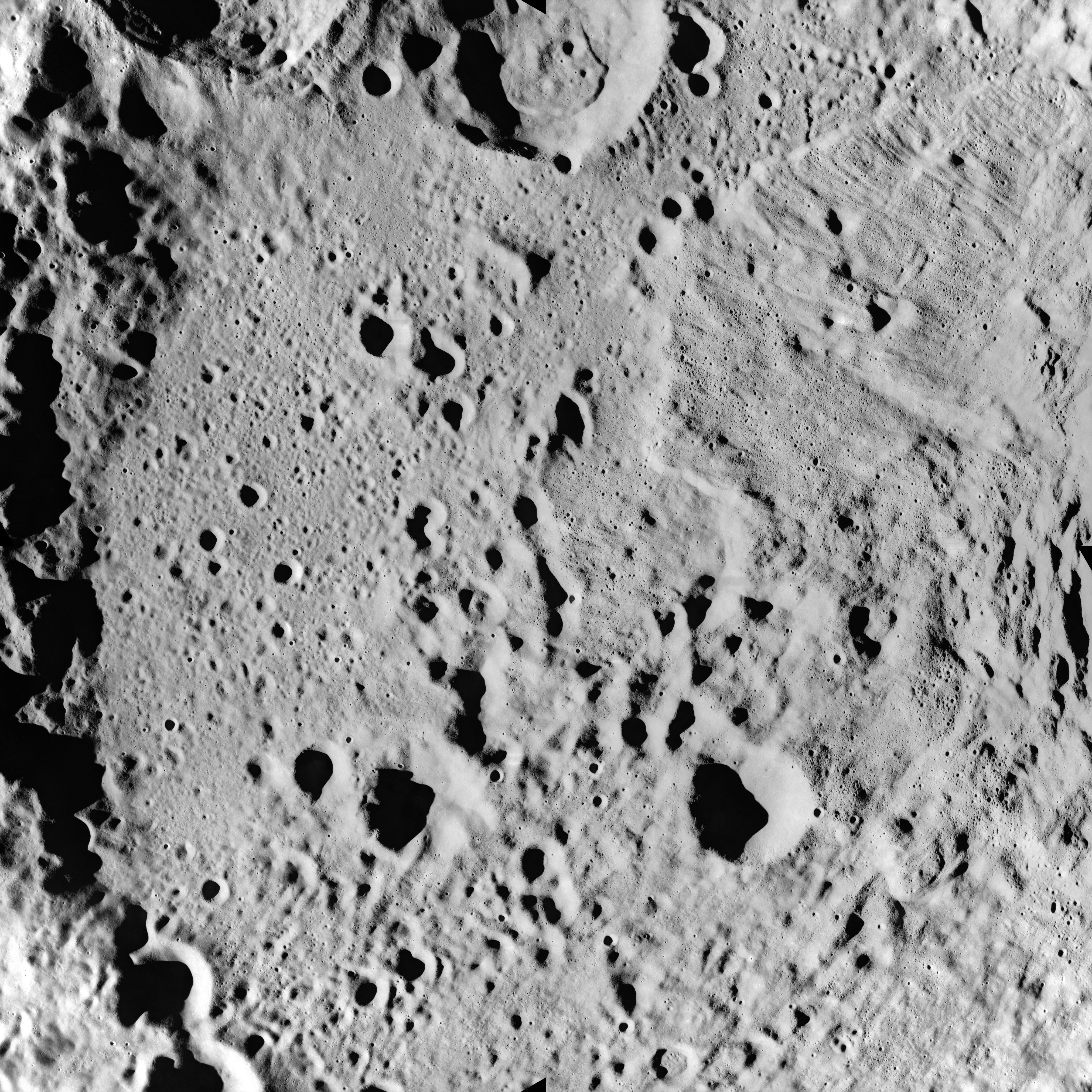
Imatge des de l'Apol·lo 17

Fermi és un gran cràter d'impacte lunar de la categoria denominada plana emmurallada. Es troba en la cara oculta de la Lluna i, per tant, no és visible des de la Terra, per la qual cosa ha de ser observat des d'una nau espacial en òrbita.
L'aspecte més notable de Fermi és que el gran i prominent cràter Tsiolkovskiy envaeix la seva vora sud-oriental. A diferència de Tsiolkovskiy, no obstant això, l'interior de Fermi no està cobert per lava basáltica fosca, per la qual cosa amb prou feines es distingeix del escarpat i castigat terreny circumdant. Si es trobés en la cara propera de la Lluna, seria un dels majors cràters visibles, amb una dimensió més o menys igual a la del cràter Humboldt, situat a diversos centenars de quilòmetres a l'oest-sud-oest.

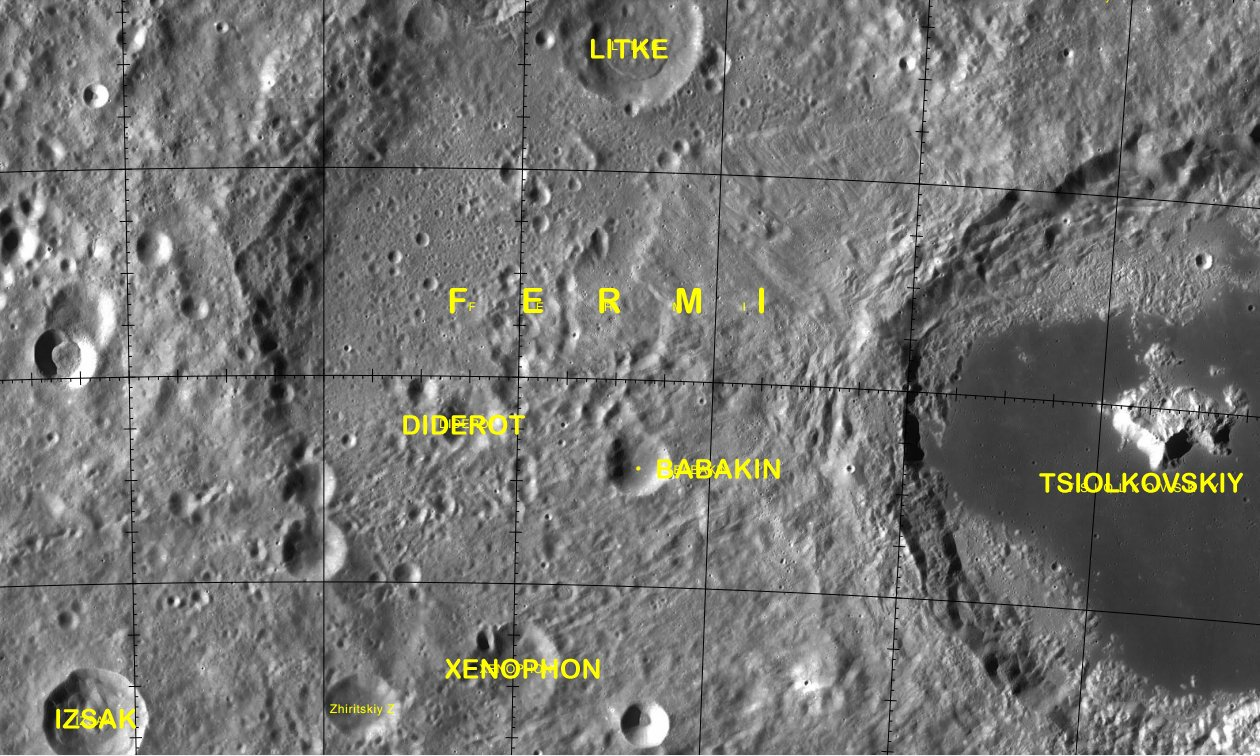
Localització de Fermi. Fotografia de la missió Lunar Reconnaissance Orbiter

Aquesta formació ha estat erosionada i danyada significativament per impactes posteriors, amb diversos cràters notables que es troben a l'altre costat del seu brocal i dins de la pròpia conca. Delporte és el més notable d'ells, localitzat a través del costat nord-oest de la vora. Just a l'est i a l'interior del bord nord de Fermi apareix el cràter Litke. Un cràter més petit, Xenofont, apareix centrat en ple bord sud. En la meitat sud de la planta es troben els cràters Diderot i Babakin.
La vora, on no ha desaparegut, s'ha conservat una mica millor al llarg de la meitat nord. La meitat sud ha estat pràcticament destruïda, formant un tram irregular del sòl. El pis interior de Fermi s'ha modificat a causa de la formació de Tsiolkovskiy, amb estries en el sòl nord-est de Fermi, i crestes paral·leles al llarg de la vora occidental de Tsiolkovskiy. Les seccions restants de la planta apareixen una mica més anivellades, encara que estan marcades per miríades de petits cràters, amb la secció central en particular mostrant diverses formacions de cràters en ram.